# Модульбанк
Модульбанк (полное наименование — Акционерное общество Коммерческий банк (АО КБ) «Модульбанк») — российский коммерческий банк со специализацией на обслуживании малого и среднего бизнеса. Имеет лицензию ЦБ РФ № 1927. Создан как финтех-проект в структуре банка «Региональный кредит» в 2014 году, в 2016 году «поглотил» материнский банк.

## История

### Финтех-компания
Основатели Модульбанка Олег Лагута, Яков Новиков и Андрей Петров познакомились во время работы над развитием обслуживания малого и среднего бизнеса (МСБ) в Сбербанке. К идее банковского продукта для полностью дистанционного обслуживания предпринимателей они пришли, когда разрабатывали новую стратегию для Сбербанка, но многие их идеи было невозможно реализовать в рамках большого госбанка. В феврале 2014 года они представили наработки Герману Грефу и через месяц уволились, чтобы заняться собственным проектом.
Спустя месяц после рассылки презентации проекта потенциальным инвесторам с ними связался Артём Аветисян, который предложил запустить дистанционное обслуживание на инфраструктуре его банка «Региональный кредит». На запуск, маркетинг, разработку IT-инфраструктуры и мобильного приложения было заложено 600 млн рублей на 2 года, выход проекта на окупаемость ожидался в 2017-м. Сервис был запущен осенью 2014 года, в октябре Модульбанк открыл первый счёт, в декабре — первый офис в Москве.
Ценность предложения Модульбанка была в сокращении бюрократии и упрощении процесса оказания банковских услуг, у малого бизнеса оказались востребованы услуги по открытию расчётного счёта за 2 дня, быстрый доступ к информации по счёту, смс-оповещения о поступлении средств и другие услуги, которые предлагал банк. Первоначальная бизнес-модель предполагала, что банк будет зарабатывать на транзакциях, но вскоре основатели решили двигаться в сторону финтех-холдинга, который получает большу́ю часть выручки от небанковских услуг для бизнеса.
И для ускорения развития Модульбанк в 2015 году приобрёл несколько IT-проектов. Так, программисты из компании Unicloud стали ядром центра разработки Модульбанка, а на основе их продукта был создан «Портал 2.0», через который банк взаимодействует с клиентом. Разработки «Первой онлайн бухгалтерии» легли в основу бухгалтерских продуктов Модульбанка, а решения для управления кассами от компании «Аванпост» — в основу собственной платформы Модулькасса, в рамках которой тот предложил клиентам ПО, кассовые аппараты и оборудование для эквайринга карт.

### Развитие банка
Модульбанк вышел на безубыточность на год раньше запланированного — весной 2016-го, потратив на 100 млн меньше инвестиций. Это убедило партнёров использовать бизнес-модель для большого банка. В марте 2016 года Модульбанк фактически «поглотил» материнский банк и объявил о прекращении работы с физлицами и отказе от кредитования среднего и крупного бизнеса. Отделения банка были закрыты, но бэк-офис изменения почти не затронули. 22 марта 2016 года ЦБ выдал банку лицензию с новым названием.
В ходе трансформации основатели Модульбанка получили оговоренную долю в бизнесе — 22,5 % на троих. Петров стал председателем правления, Новиков и Лагута — его заместителями. В числе акционеров банка остались бывшие совладельцы «Регионального кредита». Также в 2016—2017 годах в капитал Модульбанка входил Совкомбанк, который после этого запустил собственное направление цифрового обслуживания МСБ.

### Уход основателей
В 2019-м заканчивался пятилетний договор троих основателей банка, заключённый в 2014-м, они планировали выгодно продать банк и вели переговоры, однако сделка сорвалась. Изначально бывшие топ-менеджеры посчитали, что потенциальных инвесторов отпугнул корпоративный конфликт за банк «Восточный», где Аветисян владел 32 % акций, и сопутствующее уголовное дело против основателя Baring Vostok Майла Калви. В декабре 2019-го все трое расторгли трудовые контракты с Модульбанком по соглашению сторон. После перехода акций основателей к Артёму Аветисяну его доля в банке выросла до 90,8 %, а совместная с партнёром Шерзодом Юсуповым 99,9 %. Однако банк сделал только первый транш и отказался от дальнейшего исполнения договора. Конфликт вокруг суммы компенсаций перешёл в судебную плоскость. Кроме этого, Модульбанк и Лагута (представлявший интересы всех основателей) в июне 2020-го обменялись исками в рамках спора вокруг сервиса peer-to-peer кредитования «МодульДеньги», который Лагута в 2018 году продал банку за символическую сумму для повышения продажной стоимости последнего, а потом был вынужден выкупать по значительно большей цене.
Фаундеры многократно заявляли в медиа, что считают поведение Аветисяна неэтичным и даже пожаловались в комиссию по этике РСПП в июне 2020-го на нарушении хартии корпоративной и деловой этики. В середине лета 2020-го Симоновский, Гагаринский и Останкинский районные суды Москвы в первой инстанции отказали в удовлетворении исковых требований бывших топ-менеджеров. Основатели отправляли кассационную жалобу, какое-то время обменивались исками с Модульбанком и лично Аветисяном, в том числе в Арбитражном суде Костромской области по месту регистрации банка.
Вопрос был окончательно решён в сентябре 2021 года: основатели банка отозвали жалобу на Аветисяна в РСПП и отказались от претензий к Модульбанку. Несмотря на поддержку в СМИ и соцсетях, согласно судебному постановлению они публично признали, что «ошибочно связали претензии с уголовным делом против Baring Vostok» и извинились перед Аветисяном. Предприниматели продолжают заниматься финтех-проектами: запустили финансовый сервис Finom в Европе.

### Современность
После ухода основателей акции компании находились у Артёма Аветисяна (100 % голосующих акций) и Артёма Вербы (председатель Совета директоров). Согласно справке РБК, на 2023 год акционерами являются несколько физлиц, входящие в Правление и Совет директоров, их доли не раскрываются.
Головной офис Модульбанка расположен в Москве. Первый центр разработки открылся в 2015 году в Уфе, второй — в Новосибирске в 2018 году. На 2018 год по данным компании, общая численность сотрудников Модульбанка составляла 979 человек, 120 из них работали в Москве.
В 2021 году Модульбанк запустил филиал «Хайс» в виде онлайн-платформы для ИП. С февраля 2025-го «Хайс» позиционируется как первый в России банк без тарифов и комиссий для ИП и планирует зарабатывать на донатах за предоставляемые услуги. Его руководителем стал Павел Семёнов, работающий в Модульбанке с 2015 года, пройдя путь от специалиста поддержки клиентов до главы Модульбанка, став самым молодым председателем правления в российской банковской индустрии в 32 года.

## Бизнес-модель
По классификации IBM, Модульбанк — полностью цифровой банк (англ. digital native bank), то есть полноценный банк, который строит основные ценностные предложения вокруг цифровых технологий. Модульбанк имеет собственную банковскую лицензию и входит в систему страхования вкладов, действие которой с января 2019 года распространяется на малый бизнес и микропредприятия. Банк работает только с малым бизнесом, предлагает расчётно-кассовое обслуживание (РКО) и небанковские услуги: удалённую бухгалтерию, финансовую аналитику, юридическую службу, помощь онлайн-секретаря, зарплатный проект и т. д.. У Модульбанка нет отделений и банкоматов: обслуживание организовано через приложение и сайт, снятие наличных — без комиссии у банков-партнёров. Банк зарабатывает на комиссии за РКО, управлении остатками на счетах и услугах.
Модульбанк преодолел точку безубыточности в 2016 году, выручка за 2017 год составила 2,5 млрд рублей, банк начал приносить прибыль. На 2018 год Модульбанк обслуживал более 100 тысяч компаний и ИП. На 1 апреля 2020 года он занимал 171 место в России по величине собственного капитала.
С сентября 2020-го действует проект «постоянного пассивного дохода» за каждого приведённого клиента, с января 2022-го — пополнение счёта через СБП. В июне 2021 года Visa подключила Россию к сервису быстрых и безопасных трансграничных платежей VISA 2B Connect (альтернатива SWIFT), Модульбанк выступал одним из партнёров отработки и запуска проекта.
В феврале 2022 года в рамках арт-проекта c молодыми художниками банк выпустил лимитированную серию дизайнерских касс и NFT-токены. В том же месяце банк прошёл регулярный аудит по защите данных клиентов от Visa и Masterсard и подтвердил соответствие стандарту безопасности PCI DSS. А в конце мая 2022 года Модульбанк подключил сервис Samsung Pay для карт «Мир». С июля банк участвует в эксперименте ФНС с автоматизированной упрощенной системой налогоболожения (АУСН). АУСН можно подключить только через уполномоченный банк, интегрированный с ИТ-системами налоговой, в пилотной группе всего пять банков. Проект запущен в Москве, Татарстане, Московской и Калужской областях. В октябре 2022 года Модульбанк подключили к доверенной зоне Системы быстрых платежей (СБП), банк сразу запустил для своих клиентов оплату через сервис NewPay. В декабре банк запустил переводы в грузинских лари, таджикских сомони и турецких лирах, в феврале 2023 — узбекских сумах и кыргызских сомах.
В июле 2023 Модульбанк начал поддерживать возможность оплаты через платежные стикеры «Мир».

### Сервисы
- «Бесплатный бухгалтер» автоматизирует уплату налогов и сдачу отчётности ИП на УСН 6 % (как говорили основатели банка, идею они позаимствовали из обсуждения в фейсбуке Олега Тинькова)[5].
- «Модулькасса» через API интегрируется с бухгалтерскими программами, службами управления складом, CRM и другими инструментами. Предприниматель может отслеживать работу кассы в приложении и в режиме реального времени получать информацию об операциях и общей выручке[58]. У Модульбанка есть специализированные решения (например, для работы курьеров)[59], система управления парком кассовой техники и т. д.[60] В начале февраля банк запустил на его базе сервис облачных чеков[61].
- «Модульденьги» — платформа для peer-to-peer кредитования компаний, которые участвуют в исполнении госконтрактов[8].
- «Белый бизнес» — сервис мониторинга рисков, которые могут привести к блокировке счёта регулятором. Доступен и предпринимателям со счетами в других банках[62][63].
- Кредитование — первоначально Модульбанк предлагал эту услугу только в формате овердрафта, потом запустил ряд специализированных кредитных продуктов (например, для закупки товаров)[64][65][66][67][68]. После начала пандемии COVID-19 Модульбанк сформировал фонд быстрого кредитования объёмом 100 млн рублей по целевым займом (на выплату зарплат, оплату аренды, расчёты с поставщиками и т. д.), если бизнес пострадал от карантина[69].
- «МодульДоставка» — служба доставки и простых поручений[70].
- QR Pay — оплата по QR-коду была запущена в начале 2021 года, она позволяет розничным точкам обойтись без классического эквайринга и онлайн-кассы[71][72], с августа до конца года банк возмещал клиентам комиссии за использование сервиса[73].
- «Модульпрактик» — сервис для ИП и юрлиц для автоматизации работы с самозанятными[74].
- «Модульлизинг» — лизинг для ИП «под ключ» с полным сопровождением, программа ориентирована на водителей[75].
- ModulPay — сервис мобильного эквайринга, который позволяет небольшому бизнесу принимать оплату картами и через СБП по NFC и ссылкам для оплаты, которые можно отправить покупателю в любой мессенджер[50].
- NewPay — оплата по QR-кодам через СБП на телефонах iOS и Android[54].
- «Модульюрист» — подписка на услуги «штатного» специалиста[76].
- «Модульселлер» — сервис для продавцов на крупнейших российских маркетплейсах, авторизованный Wildberries[77], и SEO-оптимизацией карточек товара прямо из личного кабинета[78]. Одновременно банк стал выдавать «Маркет карту» физическим лицам, чтобы выводить торговую выручку с маркетплейсов с лимитами до 30 млн[79][80].

### Дополнительно
- Банк использует робота на основе нейросетевой диалоговой системы для первой линии клиентской поддержки[81]. С 2018-го была робот «Эм», в августе 2020-го — платформа под названием Lia[82].
- Соавтор книги «Пиши. Сокращай» Людмила Сарычева занимается редакцией тематического интернет-издания «Дело Модульбанка» и его рассылкой[83][84].
- Банк планирует развивать нефинансовые сервисы. В конце 2021-го запущена образовательная программа для начинающих предпринимателей о том, как выходить на маркетплейсы[85], а в 2025-м — YouTube канал о финансовой грамотности[86].
- В 2022 году банк заявил намерения инвестировать в актуальные для России производственные компании нефинансового сектора[87]. Сюда вошёл пакет услуг для таксопарков, набор сервисов для продавцов на маркетплейсах и сервис CafeStore для кофеен[88].
- С 2022-го банк помогает клиентам оформить статус IT-компании и войти в реестр, чтобы получать государственную поддержку и льготы[89][90].

## Рейтинговые оценки
Рейтинговое агентство АКРА в 2018 году присвоило банку рейтинговую оценку BB+(RU) со стабильным прогнозом. В 2019 году рейтинг был подтверждён, в 2020 году понижен до BB(RU), в 2021 — до BB-(RU), в 2024 году рейтинг отозван.
Рейтинговое агентство «Эксперт РА» присвоило в 2010 году Модульбанку рейтинговую оценку А, в 2012 рейтинг был понижен до A(III), в 2015 до B++ и затем отозван.

## Достижения
Модульбанк неоднократно занимал верхние строчки в списках наиболее продвинутых интернет-банков и банковских приложений, которые составляет агентство Markswebb.
Business Mobile Banking Rank
- 2017 — 3 место в категориях лучших мобильных банков для ИП без сотрудников и руководителей, использующих iOS и Android[93].
- 2019 — 2 место в категориях наиболее эффективных банков для ИП без сотрудников, использующих iOS и Android. 3 место в категории банков для руководителей на Android, 4 место — для iOS[94].
- 2021 — 5 место, Markswebb отметил решение сложных задач по управлению продуктами в чате[95]
- 2022 — 5 место как лучший мобильный банк для ИП без сотрудников на Android и 6 место как лучший мобильный банк для малого бизнеса на Android[96][97]

Business Internet Banking Rank
- 2019 — 3 место в категории лучших интернет-банков для ИП без сотрудников, в рейтинге лучших банков для торговых компаний разделил 4—5 место со Сбербанком[98].
- 2019 — 3 место в рейтинге банков, предлагающих единую экосистему сервисов для бизнеса[99].

Business Bank Account Opening
- 2017 — 1 место по простоте открытия расчётного счёта[100].
- 2020 — 2 место по простоте открытия счёта для действующего бизнеса[101].

Другое
- 2022 — вошёл в десятку «Народного рейтинга банков 2021» по оценке пользователей сервиса Банки.ру[102].
- 2022 — самый выгодный банк для ИП без сотрудников Frank Small Business Banking Award[103].
- 2024 — самый удобный интернет-банк для бухгалтера Frank SME Digital Banking Award[104].

## Санкции
23 февраля 2024 года банк включён в блокирующий санкционный список США за «деятельность в секторе финансовых услуг экономики России».